# Брук (Вейфгеренланден)
Брук (нід. Broek) — селище в нідерландській провінції Утрехт. Входить до муніципалітету Вейфгеренланден.
Його площа становить 10,18 км², а населення станом на 2021 рік складало 425 осіб.